# Hasse Johansson
Hasse Johansson (...) è un ex sciatore alpino svedese.

## Biografia
Johansson vinse il titolo nazionale svedese di slalom gigante nel 1975 e gareggiò anche in Coppa del Mondo, senza ottenere piazzamenti di rilievo; non prese parte a rassegne olimpiche e non ottenne piazzamenti ai Campionati mondiali.

## Palmarès

### Campionati svedesi
- 1 oro (slalom gigante nel 1975)[1]